# Pseudorlaya pycnacantha
Pseudorlaya pycnacantha är en flockblommig växtart som beskrevs av Harald Lindberg. Pseudorlaya pycnacantha ingår i släktet Pseudorlaya och familjen flockblommiga växter. Inga underarter finns listade i Catalogue of Life.